# کتابخانه رضا، رامپور
کتابخانه رَضا در شهر رامپور در ایالت اوتار پرادش هند قرار دارد. این کتابخانه دارای نسخه‌های خطی نادر و ارزشمندی به زبان‌های فارسی، عربی، سانسکریت، ترکی و غیره است. این کتابخانه در دهه‌های پایانی سده ۱۸ م. به وسیله نواب رامپور تأسیس و به وسیله نواب‌های بعدی گسترش یافت.
موجودی کتابخانه در حال حاضر بیش از شصت هزار کتاب چاپی، حدود پانزده هزار نسخه خطی (۱۲۸۰۸ نسخه خطی اسلامی: ۵۸۶۸ نسخه عربی، ۵۰۶۰ نسخه فارسی، ۱۰۰ نسخه ترکی، و پشتو و ۱۷۸۰ نسخه اردو) و حدود یک هزار اثر بدیع نقاشی هنرمندان ایرانی و هندی است.
در حال حاضر رئیس کتابخانه رضا رامپور پرفسور سید حسن عباس است.

## تاریخچه
نواب فیض‌الله خان، که از ۱۷۷۴ تا ۱۷۹۴ بر رامپور حکومت می‌کرد، این کتابخانه را از مجموعه شخصی خود از نسخه‌های خطی قدیمی و نمونه‌های مینیاتوری خوشنویسی اسلامی در سال ۱۷۷۴ تأسیس کرد. نواب‌های بعدی از حامیان علما، شاعران، نقاشان، خوشنویسان و موسیقیدانان بودند، بنابراین کتابخانه به سرعت رشد کرد.